# Miniopterus petersoni
Miniopterus petersoni — вид ссавців родини лиликових.

## Проживання, поведінка
Країна поширення: Мадагаскар. Проживає в низинних вологих і сухо-вологих лісах.

## Загрози та охорона
Не присутній в охоронних територіях.